# Parchovany
Parchovany est un village de Slovaquie situé dans la région de Košice.

## Géographie

### hydrographie
Localisation sur la rivière Topľá en aval de Vranov nad Topľou.

### transport
Le village se situe sur la ligne de chemin de fer entre Sečovce à Vranov nad Topľou.

## Histoire
Première mention écrite du village en 1320.

## Démographie

### Évolution de la population
| Année:               | 1994. | 2004.   | 2014.   | 2024.   |
| -------------------- | ----- | ------- | ------- | ------- |
| Nombre de personnes: | 1752  | 1916    | 1922    | 2001    |
| Différence:          |       | +9,36 % | +0,31 % | +4,11 % |

| Année:               | 2023. | 2024.   |
| -------------------- | ----- | ------- |
| Nombre de personnes: | 1971  | 2001    |
| Différence:          |       | +1,52 % |